# 上海电气国产电动列车
上海电气国产电动列车（昵称电气男孩）是上海轨道交通的电动车组车款之一，曾在9号线运营，目前在2号线作为实训车。

## 简介
本列车共6节，斥资上亿元由上海电气负责生产，为上海轨道交通的具有自主知识产权的地铁列车，在2007年9月22日下线并正式使用，编号为0952。上海电气为了摆脱只能和阿尔斯通、南车浦镇一起生产车辆的情况，于是自行生产了该列车。
列车的车身外涂装为银灰色、红色和淡蓝色，客室门和司机室侧门均为是塞拉式门，列车在车头设有紧急出口。
最初该车主要为实验目的进行调试并载客运营，由于技术十分不成熟（空调管爆裂），现在列车已退出运营。2011年12月20日，该车正式成为实训专用车，调至2号线原张江高科站至新建的龙阳路基地线用于地铁员工进行实训。

## 定型编号
093071-093082-093093-093103-093112-093121